# Semana Trágica (España)
Se conoce con el nombre de Semana Trágica a los sucesos acontecidos en Barcelona y otras ciudades de Cataluña entre el 26 de julio y el 2 de agosto de 1909. El desencadenante de estos violentos eventos fue el decreto del gobierno de Antonio Maura de enviar tropas de reserva a la guerra de Melilla, que causó un fuerte descontento social por ser la mayoría de estos reservistas padres de familia de las clases obreras. Los sindicatos convocaron una huelga general y el ejército llevó a cabo una dura represión para dominar los disturbios.

## Contexto histórico
A principios del siglo XX España no se había recuperado del golpe a su influencia en la política internacional, así como la crisis política y económica que supuso la guerra hispano-estadounidense de 1898, con la pérdida de Cuba, Puerto Rico, Islas Filipinas y en menor medida de las Islas Marianas e Islas Carolinas (estos dos últimos archipiélagos fueron vendidos a Alemania en 1899 por considerarse indefendibles). 
Durante el periodo constitucional del reinado de Alfonso XIII algunos de los elementos fundamentales del sistema fueron la alternancia en el gobierno de los dos partidos dinásticos (conservador y liberal) conocido como turnismo y la intervención activa del rey en la vida política, sobre todo en asuntos militares. La alternancia era organizada desde el poder mediante el reparto de escaños previo a las elecciones (conocido como encasillado), a través de una red de influencias denominada caciquismo y el pucherazo o adulteración de los resultados y la decisión última del monarca de entregar el poder a unos u otros. Como respuesta la Ley de Jurisdicciones, en 1906 se forma en Cataluña bajo el nombre de Solidaridad Catalana una coalición electoral cuya victoria aplastante en las elecciones de 1907 supondrá el inicio de la crisis del caciquismo y del sistema de turno. En ésta se integraron los republicanos (a excepción del Partido Republicano Radical), los catalanistas Liga Regionalista, Unión Catalanista y el Centro Nacionalista Republicano e incluso los carlistas. 
Socialmente, los obreros españoles comienzan a tomar conciencia sindical y se hace fuerte movimiento obrero en las zonas industriales y especialmente en Barcelona, donde surge el sindicato Solidaridad Obrera, una confederación sindical de socialistas, anarquistas y republicanos que nació como rechazo al acercamiento de Solidaridad Catalana al Partido Conservador de Maura.

## Desencadenante
Tras la pérdida de Cuba, Puerto Rico y las Filipinas, España buscó compensarlo con una mayor presencia en el continente de África (por ejemplo, consiguió por el Tratado de París de 1900 la ampliación de la pequeña colonia africana de la Guinea española), logrando también en el reparto colonial efectuado en 1904 y en la Conferencia Internacional de Algeciras de 1906, el control sobre la zona norte de Marruecos (conocida como Rif) y donde posteriormente se acabaría estableciendo un protectorado español en 1912. 

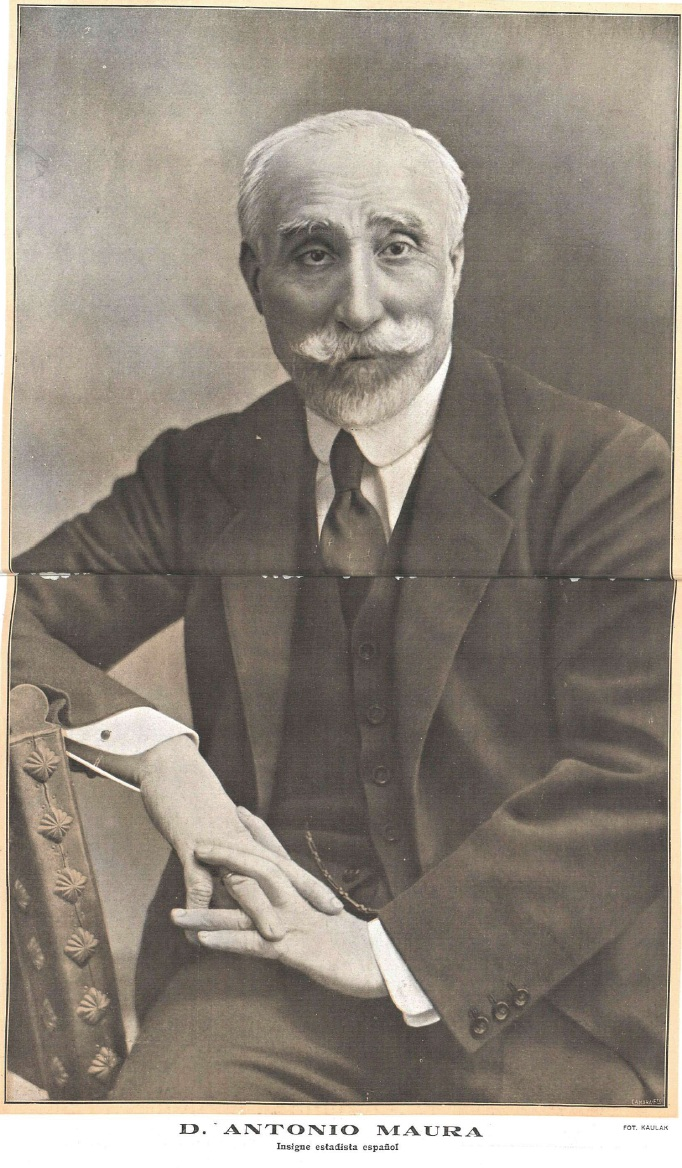
Antonio Maura, presidente del gobierno durante los sucesos de la Semana Trágica

El 9 de julio de 1909 las cabilas rifeñas llevaron a cabo la agresión a los obreros de la construcción del ferrocarril de San Juan de las Minas, que uniría Melilla con las minas de Beni Buifrur. Estas minas de hierro pertenecían a la Compañía Española de Minas del Rif en cuyo capital y consejo de administración se encontraba la élite política y económica del reinado de Alfonso XIII, como el conde de Romanones y el hijo del conde de Güell, Juan Antonio Güell y López. Este incidente que constituirá el inicio de la guerra de Melilla. El día siguiente,10 de julio de 1909, el gobierno de Antonio Maura decretó la movilización de tres Brigadas Mixtas: la de Madrid, Campo de Gibraltar y Cataluña, y el embarque inmediato de esta última. La orden de movilización, que incluía la llamada a los reservistas de los cupos de 1902 a 1907 fue muy mal acogida por las clases populares. El motivo fue la legislación de reclutamiento vigente que permitía quedar exento de la incorporación a filas, bien consiguiendo que fuera otra persona en su lugar (sustitución) a cambio de dinero, o bien mediante la redención en metálico con el pago de un canon de 6000 reales, cantidades y privilegios para los hijos de la burguesía y fuera del alcance de la clase obrera ya que el sustento diario de un trabajador ascendía en la época aproximadamente a 10 reales. Además, la mayor parte de los reservistas eran padres de familia, en las que la única fuente de ingresos era el trabajo de estos.
A partir de la publicación del decreto de movilización el 10 de julio se sucedieron las protestas en contra de la guerra en forma de artículos en la prensa, de mítines y manifestaciones, que en muchas ocasiones fueron prohibidos por el gobierno, y en algunas localidades se vivieron momentos de tensión con motivo de la salida de las tropas (aunque en otras, como Cádiz o Málaga, se produjeron despedidas entusiásticas y patrióticas). En Madrid se produjeron incidentes en la estación de ferrocarril de Mediodía (actual Estación de Atocha) en la noche y la madrugada del 20 al 21 de julio cuando se procedió al embarque de la Brigada Mixta de Madrid al mando del general Pintos. También los hubo en las estaciones de tren de Zaragoza y de Tudela. El gobierno, ante la presión popular y de la prensa, acordó el 23 de julio conceder una pensión de 50 céntimos diarios a las esposas e hijos huérfanos de madre de los reservistas movilizados.

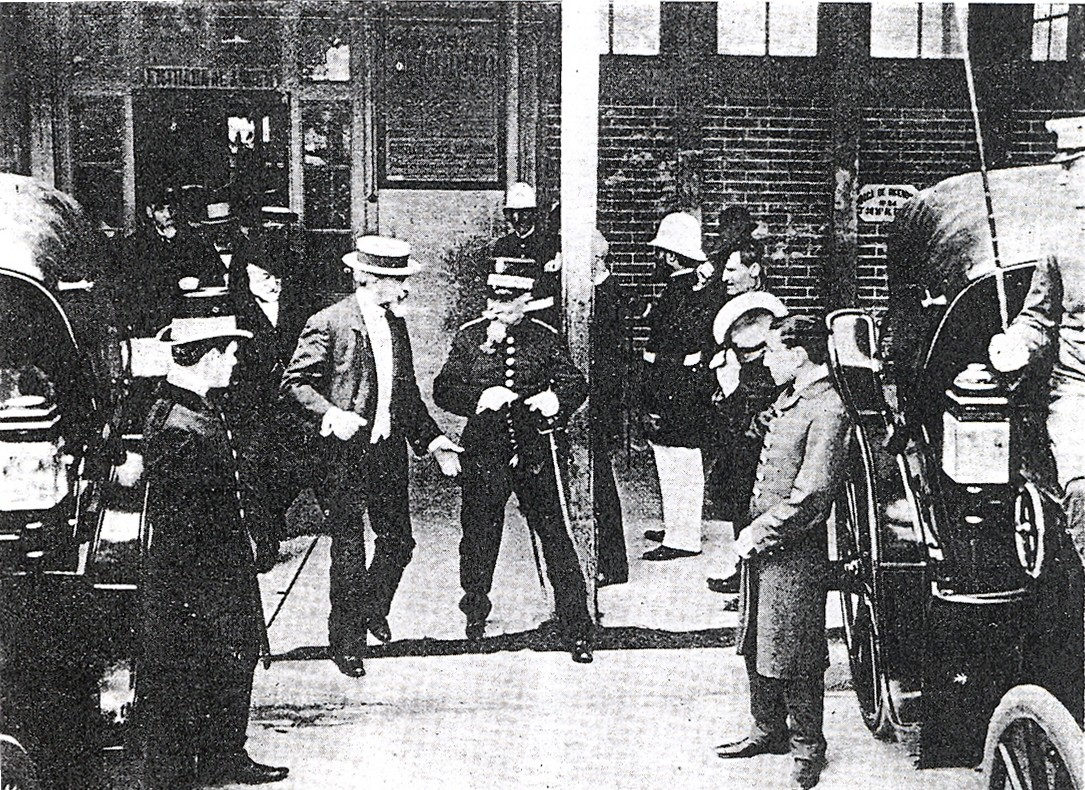
El gobernador Evaristo Crespo Azorín entra en Barcelona el 6 de agosto de 1909, acompañado del general Santiago.

En Barcelona los embarques de tropas en el puerto comenzaron el día 11 de julio sin que se produjeran incidentes. Pero en la tarde del domingo 18 de julio cuando se procedía al embarque del batallón de Cazadores de Reus, integrado en la Brigada Mixta de Cataluña, la tensión estalló. Algunos soldados arrojaron al mar los escapularios y medallas que varias aristócratas barcelonesas les habían entregado antes de subir al vapor militar Cataluña, mientras hombres y mujeres gritaban desde los muelles:

¡Abajo la guerra! ¡Que vayan los ricos! ¡Todos o ninguno!

La policía tuvo que hacer varios disparos al aire y detuvo a varias personas. Las protestas aumentaron en los días siguientes cuando llegaron noticias de que se habían producido gran número de bajas entre los soldados españoles enviados a Marruecos. El jueves 22 de julio los diputados de Solidaridad Catalana se hacían eco del "sentimiento popular" y exigían al gobierno la "reunión inmediata de las Cortes" para debatir la cuestión de la guerra y las "condiciones en que se practica el reclutamiento de las tropas expedicionarias". El gobernador civil de Barcelona, Ángel Ossorio y Gallardo, prohibió la reunión de Solidaritat Obrera que iba a celebrar el sábado 24 de julio para confirmar la propuesta de ir a una huelga general, por lo que fue un Comité de Huelga clandestino, integrado por Antoni Fabra i Ribas (un socialista que intentó sin éxito que la movilización barcelonesa se pospusiera para que coincidiera con la huelga general que el PSOE y la UGT iban a convocar en toda España, y que finalmente tendría lugar el 2 de agosto con poco seguimiento, debido a las medidas represivas adoptadas por el gobierno que incluyeron la detención en Madrid el 28 de julio de Pablo Iglesias y el resto de la cúpula dirigente socialista), José Rodríguez Romero (sindicalista) y Miguel V. Moreno (anarquista), el que fijó un paro de 24 horas para el lunes 26 de julio, el cual degenerará en la Semana Trágica.
Ángel Osorio declaró con posterioridad:

En Barcelona, la revolución no "se prepara", por la sencilla razón de que está "preparada" siempre... Asoma a la calle todos los días; si no hay ambiente para su desarrollo, retrocede; si hay ambiente, cuaja. Hacía mucho tiempo que la revolución no disponía de aire respirable; encontró el de la protesta contra la campaña del Rif y respiró a sus anchas. El motín se fragua a la luz del día, a presencia de gobernadores y jueces. No hay que conspirar ni que confabularse. Para destruir en España a un pueblo, moral y materialmente, basta con la hábil utilización de la Ley de Imprenta, la de Asociación y la de Reuniones Públicas. Por eso sostengo que en los tristes sucesos de julio hay que distinguir dos cosas: la huelga general, "cosa preparada y cocida", y el movimiento anárquico-revolucionario, de carácter político, "cosa que surgió sin preparación".
A. Ossorio, Barcelona, julio, 1909, 13-15

## Cronología

### Lunes, 26 de julio

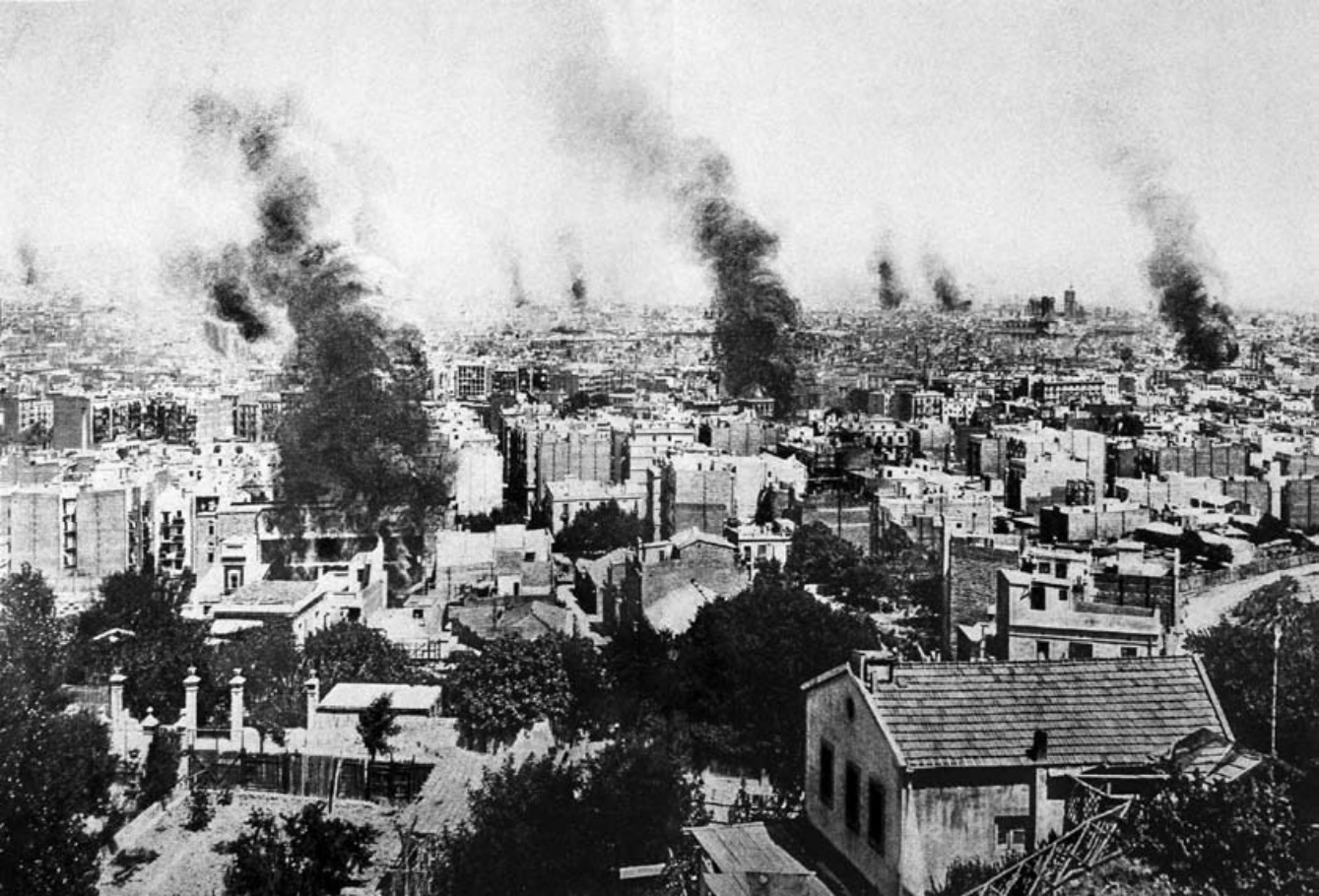
Barcelona se convirtió en La ciudad quemada durante la Semana Trágica.

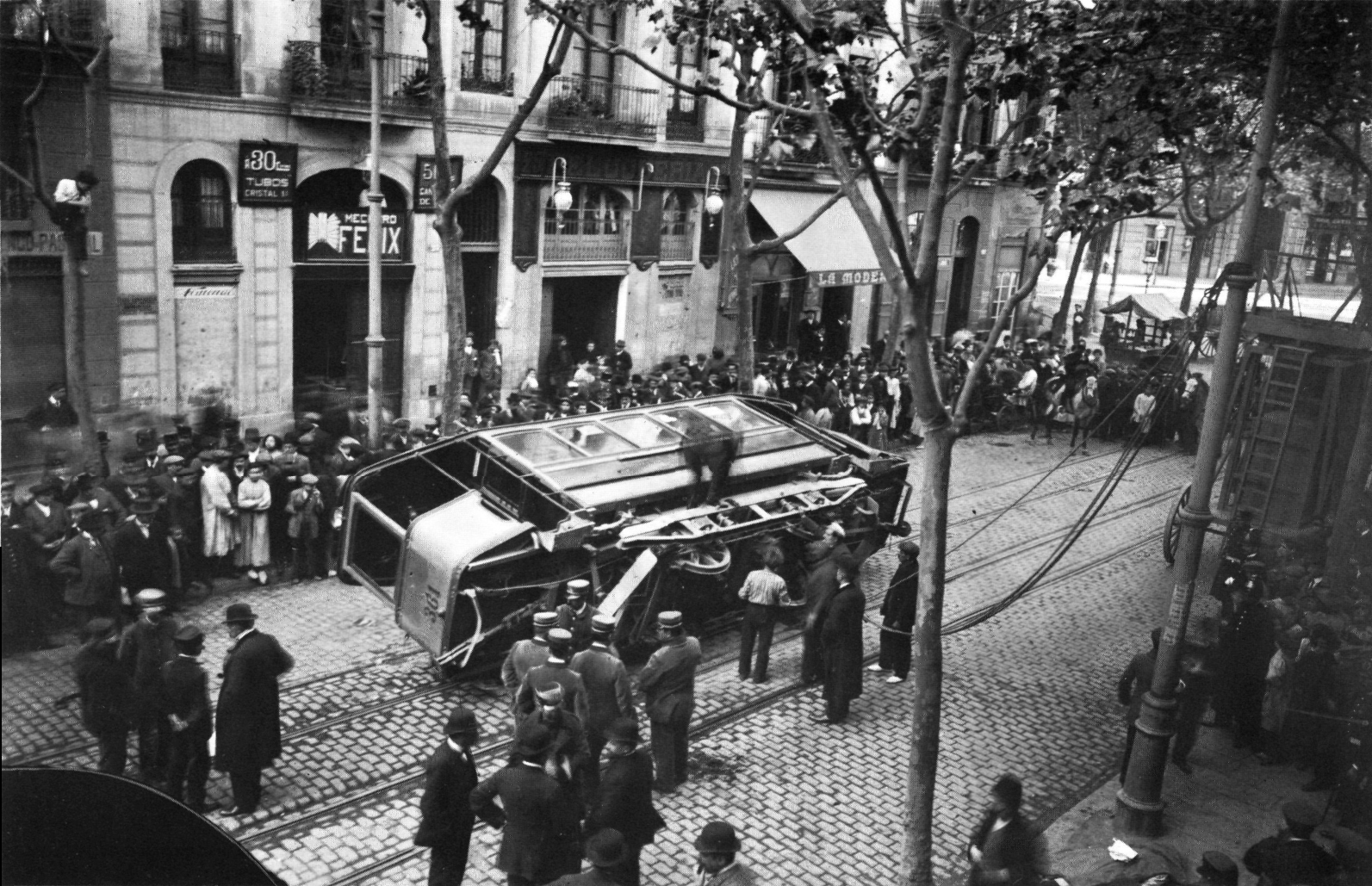
Tranvía tirado durante la Semana Trágica.

En Barcelona la huelga se inició en los barrios periféricos, donde se encontraban la mayoría de las fábricas. Allí se quemaron las casetas donde se cobraban los odiados consumos. Después los obreros se trasladaron al centro de la ciudad donde se produjeron disturbios cuando intentaron detener por la fuerza los tranvías y obligaron a cerrar los comercios y los cafés. El capitán general de Cataluña, Luis de Santiago, siguiendo las directrices del ministro de la Gobernación De la Cierva, proclamó el "estado de guerra", a lo que se opuso el gobernador civil, Ángel Ossorio y Gallardo, que dimitió de su cargo (su sustituto, Evaristo Crespo Azorín, no llegará a Barcelona hasta el 6 de agosto). De Santiago decidió esperar a recibir refuerzos desde Valencia y Zaragoza para empezar a actuar y se limitó a proteger los principales edificios públicos. Por la tarde se generalizaron los disturbios, en los que murieron dos personas, cuando los huelguistas intentaron detener completamente la circulación de los tranvías. Además dos comisarías de policía fueron asaltadas. Barcelona quedó paralizada, sin gas y sin luz, sin periódicos, e incomunicada con el exterior por ferrocarril, por telégrafo o por teléfono. Una manifestación encabezada por mujeres y niños fue disuelta a tiros en el Paseo de Colón, frente al edificio de la Capitanía General. A partir de entonces la revuelta se transformó en insurrección. Sin embargo, ningún dirigente republicano, ni lerrouxista ni del Centre Nacionalista Republicà, quiso asumir la dirección de la misma. A medianoche ardió el primer edificio religioso, el Patronato Obrero de San José, en Pueblo Nuevo, regentado por los hermanos maristas.
La huelga y la revuelta se extendieron a muchas localidades catalanas, especialmente de las provincias de Barcelona y Gerona. En Sabadell, Mataró y Granollers tomó el carácter de una verdadera insurrección en la que se formaron juntas revolucionarias que proclamaron la República, se cortaron las líneas telegráficas y telefónicas y las vías de ferrocarril, se incendiaron edificios religiosos y se produjeron todo tipo de disturbios, siendo los de Sabadell los más graves (en el asalto al Ayuntamiento, algunas de cuyas dependencias fueron incendiadas, murieron ocho personas y veinte resultaron heridas, entre ciudadanos y fuerza pública). Hubo incidentes en otras muchas poblaciones, aunque solo se produjeron incendios de edificios religiosos en Badalona, Premiá de Mar (donde también se proclamó la República), Manresa y San Adrián del Besós (en las comarcas de Barcelona), y Palamós, Calonge y San Feliu de Guixols (en las de Gerona).

### Martes, 27 de julio
En Barcelona se levantaron cientos de barricadas y varias armerías fueron asaltadas para proveerse de pistolas y fusiles. La violencia se dirigió contra las iglesias y las propiedades eclesiásticas, especialmente los conventos, los colegios y los patronatos de las órdenes religiosas. En el espacio de pocas horas ardieron muchos edificios religiosos. En algunos casos los frailes y las monjas y los bienes fueron respetados, pero en la mayoría los incendiarios se lanzaron al saqueo y al pillaje y se quemaron muebles y enseres. El hermano marista de origen suizo Lycarion May fue asesinado; (la iglesia católica lo ha beatificado el 12 de julio de 2025). El franciscano Ramón Uso recibió un disparo y falleció al día siguiente.Ramón Riu Ceriola, cura párroco de Pueblo Nuevo murió asfixiado en el sótano de su iglesia donde se había refugiado. También se profanaron los cementerios de algunos conventos. El punto culminante de la violencia anticlerical se produjo durante la «noche trágica» del martes al miércoles en la que ardieron veintitrés edificios en el centro de la ciudad  y ocho conventos en la periferia, y muchos religiosos sufrieron insultos y escarnios, como una monja anciana que fue obligada a desnudarse para cerciorarse de que no ocultaba nada entre los hábitos. En los incendios y en los disturbios tuvieron una participación muy destacada obreros y jóvenes militantes y dirigentes de segunda fila del Partido Republicano Radical de Alejandro Lerroux (que en esos momentos estaba exiliado), una de cuyas señas de identidad era el violento anticlericalismo.
La inicial protesta antibelicista se había transformado en protesta anticlerical con el incendio de iglesias, conventos y escuelas religiosas. La explosión de violencia anticlerical fue la culminación, según Javier Moreno Luzón, "de años de propaganda revolucionaria, en los cuales se había expandido una cultura popular que achacaba los males del país a la influencia de la Iglesia, tenida por hipócrita y siniestra. […] [Para los alborotadores] las órdenes religiosas no sólo servían a los poderosos, atesoraban grandes riquezas y hacían una competencia económica desleal a los trabajadores en sus talleres, sino que también infligían toda clase de torturas a sus miembros. De ahí su interés morboso por escrutar cadáveres y celdas de monjas. Trataban asimismo de acabar con la red de centros confesionales dedicados a la enseñanza y a la caridad, símbolos de un orden social odioso y destruidos con frecuencia por sus antiguos pupilos y beneficiados".
La llegada de noticias de Marruecos sobre el desastre del Barranco del Lobo, donde perecieron más de 150 reservistas, en su mayor parte del contingente que salió de Barcelona el día 18 de julio, avivó la insurrección.

### Miércoles, 28 de julio
Barcelona amanece con numerosas columnas de humo procedentes de los edificios religiosos asaltados e incendiados. A lo largo del día continúa la violencia anticlerical y los tiroteos entre los insurgentes y las fuerzas de orden público. Los incidentes más graves se producen en el barrio de San Andrés de Palomar donde los rebeldes armados con fusiles capturaron a los guardias de las casetas de consumos y a miembros del Somatén, levantaron barricadas e incendiaron la iglesia parroquial. No obstante este día llegan los primeros refuerzos militares, provenientes de Zaragoza y de Valencia, a los que se les hizo creer que iban a reprimir un movimiento “separatista”.

### Del jueves, 29 de julio, al domingo, 1 de agosto
Empezando por la zona de las Ramblas y el puerto, unos 10 000 soldados fueron ocupando la ciudad de Barcelona, mientras la moral de los insurgentes iba cayendo a medida que eran conscientes de que la rebelión no estaba siendo secundada en el resto de España. Entre el viernes y el sábado la ciudad fue recuperando poco a poco la normalidad excepto en los barrios de San Andrés y de Horta, donde continuaron los tiroteos y donde se produjeron los últimos incendios y saqueos de conventos y de colegios religiosos. El domingo volvieron a publicarse los periódicos. El lunes 2 de agosto los obreros barceloneses, a los que la patronal les prometió que cobrarían el salario de la semana como si nada hubiera ocurrido, volvieron al trabajo. En otras localidades catalanas la completa normalidad no se recuperó hasta el jueves 5 de agosto.

## Represión

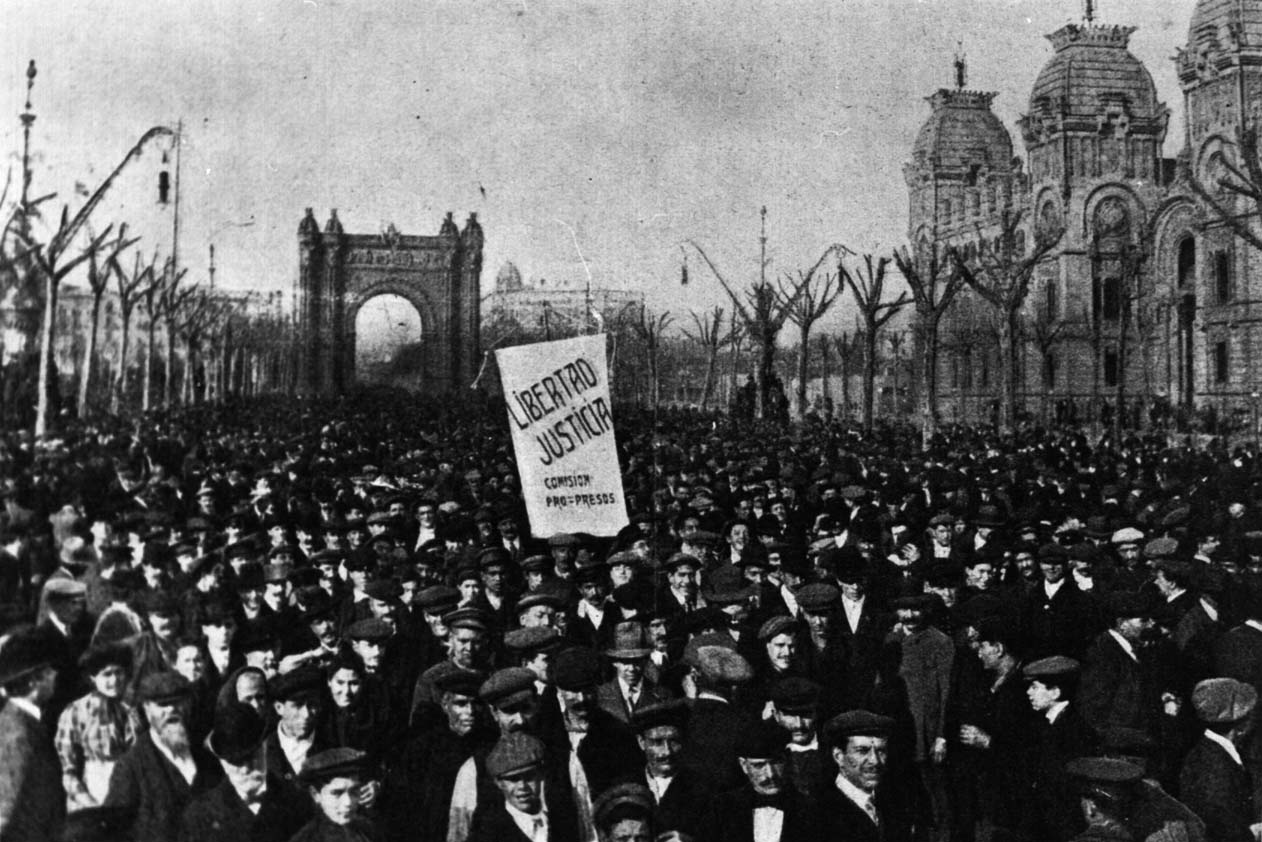
Manifestación durante la Semana Trágica, en la pancarta se puede leer: «Libertad, justicia» en alusión a los numerosos prisioneros.

El balance de los disturbios de la ciudad de Barcelona supone un total de 78 muertos (75 civiles y 3 militares); medio millar de heridos y 112 edificios incendiados (de estos, 80 eran edificios religiosos). El gobierno Maura, por medio de su ministro de la Gobernación Juan de la Cierva y Peñafiel, inicia de inmediato, el 31 de julio, una represión durísima y arbitraria. Se detiene a varios millares de personas, de las que 2000 fueron procesadas, resultando 175 penas de destierro, 59 cadenas perpetuas y 5 condenas a muerte. Además se clausuraron los sindicatos y se ordenó el cierre de las escuelas laicas.
Los cinco reos de muerte fueron Josep Miquel Baró, un nacionalista republicano ejecutado el 17 de agosto de 1909 en el castillo de Montjuic; Antonio Malet Pujol, un republicano lerrouxista, ejecutado el 13 de septiembre; Clemente García, el joven discapacitado mental que había bailado con el cadáver de una monja por las calles de Barcelona, ejecutado el 4 de octubre; Eugenio del Hoyo, un exguardia civil y guardia de seguridad; y el más conocido de todos ellos Francisco Ferrer Guardia, pedagogo anarquista cofundador de la Escuela Moderna.

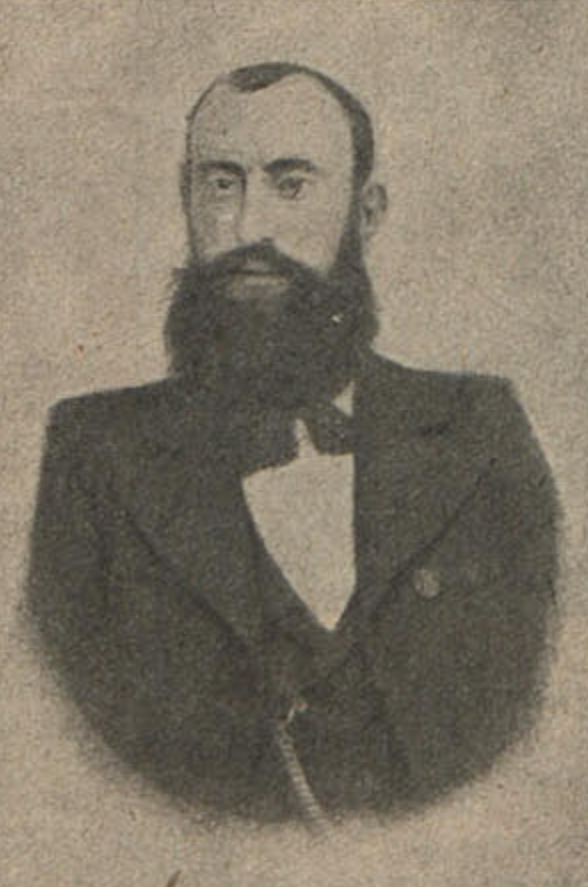
José Miguel Baró (fusilado el 17 de agosto de 1909)
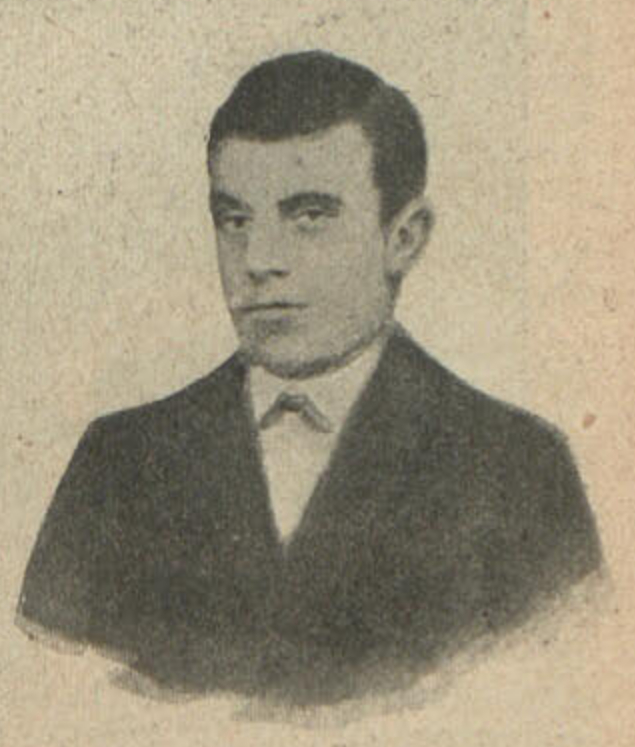
Antonio Malet Pujol (fusilado el 28 de agosto de 1909)
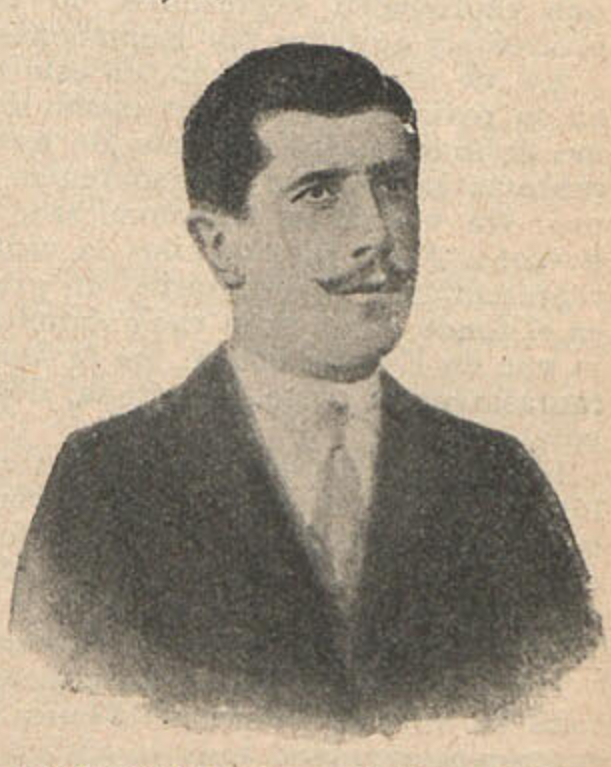
Eugenio del Hoyo (fusilado el 13 de septiembre de 1909)
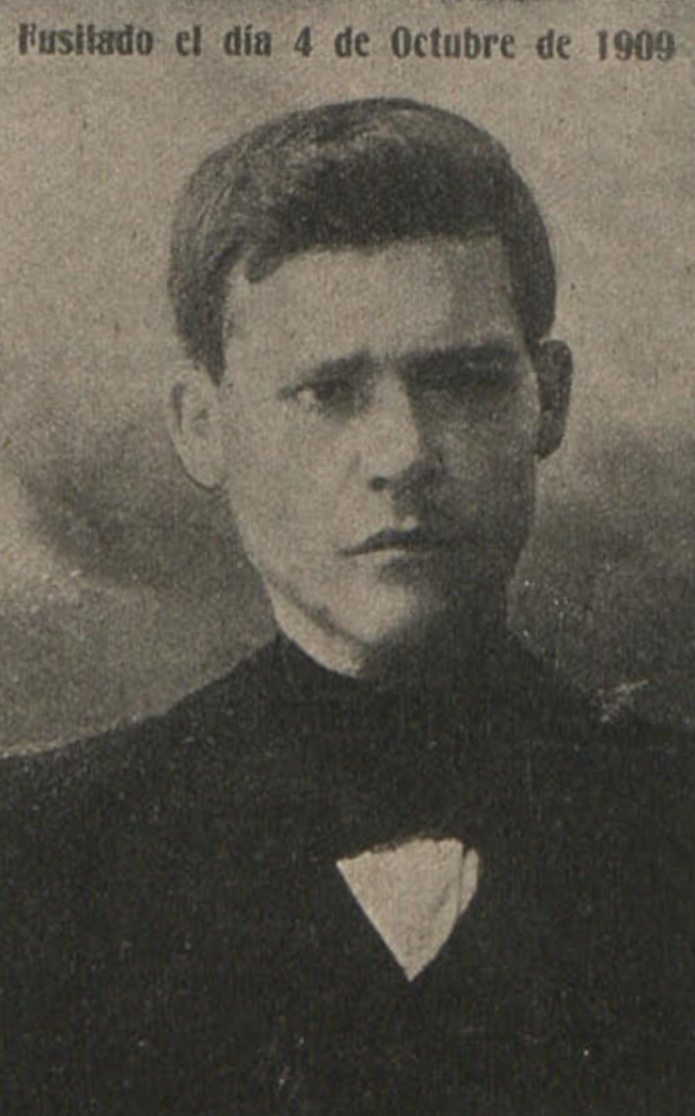
Ramón Clemente García (fusilado el 4 de octubre de 1909)
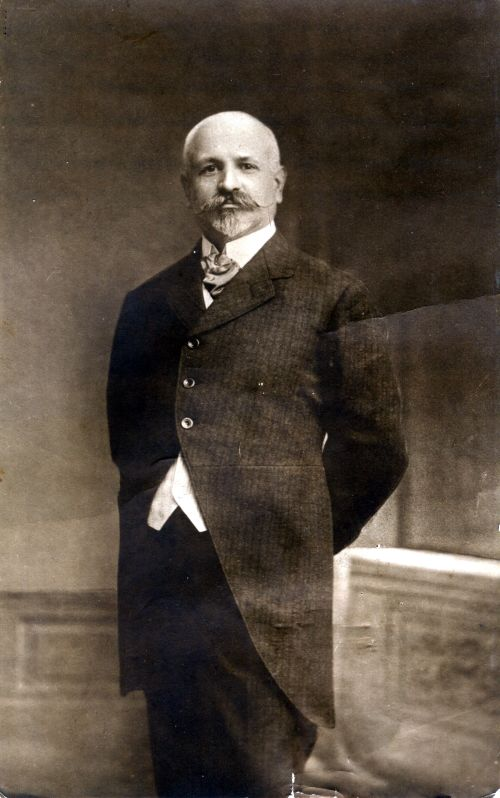
Francisco Ferrer Guardia (fusilado el 13 de octubre de 1909)

### Caso Ferrer

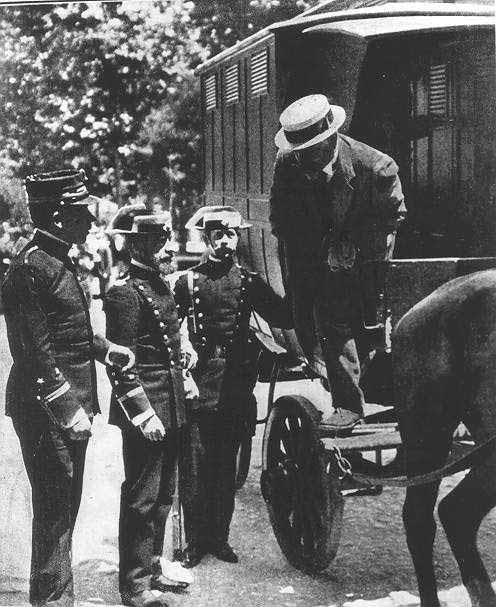
Ferrer Guardia, detenido, es conducido por la Guardia Civil a Montjuic.

En principio los sucesos de lo que sería conocida como la «Semana Trágica» y la dura represión posterior no tuvieron consecuencias políticas. Sin embargo, la percepción del rey comenzó a cambiar en septiembre sobre todo como consecuencia de la campaña internacional de protesta por la condena a muerte en un consejo de guerra de Francisco Ferrer Guardia, acusado de ser el máximo responsable de los sucesos de la Semana Trágica, y que finalmente sería ejecutado el 13 de octubre, a pesar de las peticiones de conmutación de la pena, una posibilidad que el presidente del gobierno, el conservador Antonio Maura, ni siquiera se planteó. La propia hija de Ferrer le envió una carta al rey Alfonso XIII pidiendo clemencia para su padre:

Rey muy cristiano que para un pueblo caballeroso simboliza la generosidad y la omnipotencia, no rechazad la humilde y ardiente súplica de la hija de Ferrer. Oh Rey que, como Dios mismo, podéis disponer de la vida o de la muerte, disipad por un arranque de vuestro noble corazón la amargura de mi alma y escuchad la humilde y ardiente súplica.

Según Javier Tusell y Genoveva García Queipo de Llano las pruebas presentadas contra Ferrer "eran escasas y deficientes, en especial para considerarlo jefe de los anarquistas españoles".

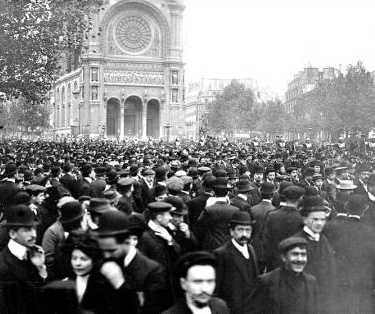
Protesta en París por la ejecución de Francisco Ferrer Guardia (17 de octubre de 1909).

Según estos mismos historiadores, "durante meses la prensa mundial tuvo un motivo permanente de atención en las cosas de España, casi siempre para transmitir de ella una imagen de un país atrasado y bárbaro dominado por la Inquisición religiosa y por una Monarquía retrógrada. En París hubo banderas españolas con crespones negros o quemas de símbolos nacionales. En Suiza los manifestantes gritaban contra España y los curas. En Roma los protestatarios llegaron a entrevistarse con el presidente del Gobierno. También en Lisboa se produjeron actos parecidos y en Buenos Aires se lanzaron bombas contra el consulado español. Hubo mítines en Salónica, y en Génova los trabajadores de los muelles se negaron a descargar buques españoles. En Petrópolis, una ciudad de Brasil, se quemó una efigie del rey. En Gran Bretaña, las protestas por el asesinato de Ferrer fueron frecuentes… En todo el viejo continente los diplomáticos españoles no cesaron de enviar en sus comunicaciones juicios como los de que la protesta había alcanzado inconcebibles e inexplicables proporciones".

## Caída de Maura

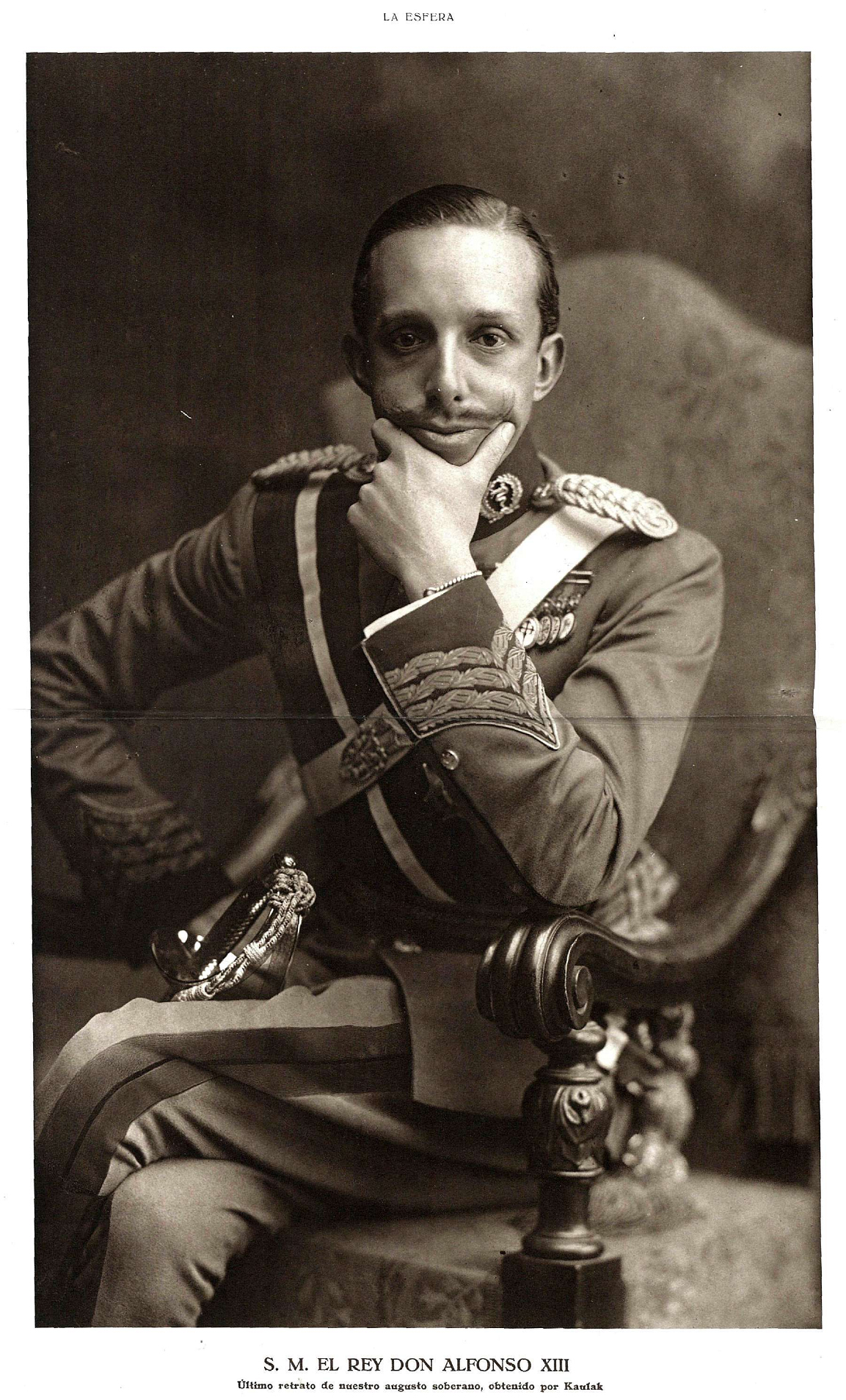
El rey Alfonso XIII.

La protesta internacional por el «caso Ferrer», que apenas había tenido seguimiento en España, fue aprovechada por el Partido Liberal para promover una campaña con los republicanos en contra del gobierno al grito de Maura, no. El 20 de septiembre se incorporaba a este «Bloque de Izquierdas» antimaurista el PSOE.
El 18 de octubre de 1909, solo cinco días después de la ejecución de Ferrer, tuvo lugar un debate en el Congreso de Diputados en el que se produjo un duro enfrentamiento entre Maura y Moret. Este pidió la dimisión del gobierno y apeló al rey al afirmar que «alguien» debía hacer entender a los conservadores que debían irse. El día 20 fue el ministro de la Gobernación Juan de la Cierva y Peñafiel el que atacó a Moret de forma muy violenta, llegando a decirle que su política, cuando estuvo al frente del gobierno, había conducido al atentado contra el rey del día de su boda, afirmación que se negó a retirar. El escándalo en las Cortes se hizo todavía mayor cuando Maura respaldó a Cierva dándole la mano. Al día siguiente el diario liberal El Imparcial declaró que la situación era «gravísima» porque los liberales habían sido acusados de «contactos siniestros con los anarquistas». El Diario Universal, propiedad del liberal conde de Romanones, afirmó que el gobierno no podía durar «ni un día más». El 22 de octubre Maura acudió a Palacio para plantear la continuidad de su gobierno al rey, pero cuando Maura le presentó la dimisión de forma protocolaria el rey la aceptó. Gabriel Maura Gamazo contó muchos años después la conmoción que provocó en su padre su destitución como presidente del gobierno. El rey nombró en su lugar a Moret. Por su parte el nuncio interpretó el cambio de gobierno como un «primer triunfo» de la «francmasonería internacional» contra España, la Monarquía y, sobre todo, la Iglesia.
En unas declaraciones al diario francés Le Journal el rey Alfonso XIII lamentó la «interpretación tan falsa» que se había dado de los sucesos de Barcelona y se mostró especialmente dolido con la imagen que se había proyectado de España. «De dar oídos a ciertos franceses, parecería que éramos un país de salvajes», afirmó. Sobre el caso Ferrer dijo: «Yo soy un monarca constitucional, tan constitucional que ni siquiera tengo la iniciativa del indulto». Y añadió a continuación: «¿No habéis tenido vosotros en vuestra casa una cuestión Dreyfus? ¿Nos hemos mezclado nosotros con ella?».

## Filmografía
- La ciudad quemada, (Antoni Ribas, 1976)